# 鳞柄叉蕨
鳞柄叉蕨（学名：Tectaria griffithii）为叉蕨科叉蕨属下的一个种。